# Plagiobothrys procumbens
Plagiobothrys procumbens är en strävbladig växtart som först beskrevs av Luigi Aloysius Colla, och fick sitt nu gällande namn av Asa Gray. Plagiobothrys procumbens ingår i släktet tiggarstavar, och familjen strävbladiga växter. Inga underarter finns listade i Catalogue of Life.